# Andorinhão-de-cauda-fuliginosa
Andorinhão-de-cauda-fuliginosa ou andorinhão-de-cauda-clara (Chaetura andrei) é uma espécie de ave pertencente à família dos apodídeos, endêmica para norte e centro da Venezuela. É considerada por alguns autores como uma subespécie de Chaetura vauxi.